# Андровац
Андровац (алб. Hanroc) је насеље у општини Липљан, Косово и Метохија, Република Србија. Налази се на око тринаест километара од Приштине.

## Географија
Андровац се налази на 964 метара надморске висине, и то на координатама 42° 36′ 00" северно и 21° 17′ 24" источно.
Налази се на око тринаест километара од Приштине.

## Демографија
| Етнички састав према попису из 1981.‍ | Етнички састав према попису из 1981.‍ | Етнички састав према попису из 1981.‍ | Етнички састав према попису из 1981.‍ | Етнички састав према попису из 1981.‍ |
| ------------------------------------ | ------------------------------------ | ------------------------------------ | ------------------------------------ | ------------------------------------ |
|                                      |                                      |                                      |                                      |                                      |
| Албанци                              | Албанци                              |                                      | 199                                  | 100,00%                              |

| Демографија | Демографија | Демографија |
| Година      | Становника  | Становника  |
| ----------- | ----------- | ----------- |
| 1948.       | 223         |             |
| 1953.       | 243         |             |
| 1961.       | 250         |             |
| 1971.       | 269         |             |
| 1981.       | 199         |             |
| 1991.       | 251         |             |